# Cutting Jade
Cutting Jade ist eine 1998 gegründete südafrikanische Rockband aus Pretoria, deren Titel mehrfach in den südafrikanischen Charts vertreten waren.
Die Musik von Cutting Jade ist englischsprachig und gehört dem Bereich Rockmusik an – wobei Elemente des Independent Rock eingebunden werden. Zudem umfasst das Repertoire von Cutting Jade auch Rockballaden.
Ende 2001 hatten sie mit der Single Ten Seconds von ihrem zweiten Album ihren bislang größten Hit, der in ihrer Heimat die Hitparade anführte. Drei weitere Singles warf das Album ab, das selbst zwei Nominierungen für die South African Music Awards 2003 bekam.
Nach dem großen nationalen Erfolg folgte der Schritt ins Ausland. 2002 trat man zuerst in Frankreich auf, dann folgte eine Tour durch Großbritannien. Bei der Popkomm 2005 traten sie auch in Deutschland auf.
2004 kam es erstmals zu einem Einschnitt, als erst Sänger Duggan und dann Schlagzeuger Dannheimer die Band verließen und ersetzt werden mussten. Drei Jahre spielte man daraufhin in neuer Besetzung, bis im April 2007 die Band erneut durcheinander geworfen wurde. Auch der Nachfolgesänger Logan Grobbelaar hörte auf, ebenso wie die Bassistin Botha. Einige Auftritte absolvierte man daraufhin mit dem früheren Sänger Andrew Duggan. Danach wurde es aber still um die verbliebenen Mitglieder, Nachfolger für die ausgeschiedenen Musiker wurden nicht bekannt, der angekündigte Termin für ein neues Album verstrich ebenfalls, ohne dass etwas über die Zukunft der Band bekannt wurde.
Seit April 2008 ist die Band wieder auf Tour und hat das Album From Nothing eingespielt.

## Sonstiges
Der Name der Band (Englisch = „Jade schneiden“) leitet sich von dem Begriff für die Bearbeitung des Schmucksteins/Minerals Jade (Jadeit) ab.

## Bandmitglieder
Die Besetzung der Band befindet sich derzeit in einem starken Wandel (daher werden die aktuellen und ehemaligen Mitglieder aufgelistet)
- Marliese Botha (Bass) (1998 – April 2007)
- Shaun Collins (Gitarre & Texte) (seit 1998)
- Jörn Dannheimer (Schlagzeug) (1998 – Oktober 2004)
- Raoul Dippenaar (Gitarre) (seit 1998)
- Andrew Duggan (Gesang) (1998 – Januar 2004)
- Logan Grobbelaar (Gesang) (März 2004 – April 2007)
- Gavin Vaughan (Schlagzeug) (seit November 2004)

## Diskografie
Alben
- So There We Were (2000)
- Between Two Lives (2002)
- Best of Cutting Jade (2004) (Enthält Teile der Alben aus 2000 und 2002 sowie Titel, die auch in Come Back to Life enthalten sind)
- Come Back to Life (2004)
- From Nothing (2008)

Singles
- She Says
- Little Death
- Against The Wall
- Ten Seconds (2001)
- Look At Me Now (2002)
- Fight You (2002)
- I Want To Be (2002)
- Easier For You (2006)